# Chlorochaeta quadrinotata
Chlorochaeta quadrinotata är en fjärilsart som beskrevs av Butler 1889. Chlorochaeta quadrinotata ingår i släktet Chlorochaeta och familjen mätare. Inga underarter finns listade i Catalogue of Life.